# 대구지봉초등학교
대구지봉초등학교는 대한민국 대구광역시 수성구에 있는 초등학교다.

## 연혁
- 1991-03-11 대구지봉초등학교 설립인가
- 1992-03-01 초대 권대춘 교장부임 개교 33학급 편성
- 1992-05-04 개교기념식 거행
- 1993-02-19 제1회 졸업식(졸업생 317명)
- 1997-03-01 교육부 지정 「통합 교육과정 편성,운영」연구학교 운영(~99.02.28)
- 1998-12-02 제2회 학생 예능발표대회 합주부문(최우수)
- 2003-11-05 제7회 초등학생음악발표회 기악합주(최우수)
- 2005-03-01 교육복지투자우선지역으로 선정(~08.02.29)
- 2005-03-01 대구교육대학용부설 교육실습생 지도 학교(~08.02.29)
- 2005-07-02 보건실 현대화, "아하" 도서관 준공, 별나라 과학실 준공(2005.04.08~2008.07.02)
- 2005-10-30 학교 공원화 조성 사업(대구광역시청 지원)
- 2005-12-12 제3회 창의성 실적물 전시회 최우수
- 2006-12-08 2006 아름다운 학교 최우수(교육감)
- 2006-12-15 제2회 대구광역시워드프로세스 컴퓨터할용 능력 경진대회 우수(교육감)
- 2007-03-01 제5대 최순호 교장선생님 취임
- 2007-09-11 화장실 현대화 및 교실 보수
- 2007-10-29 본관중앙현관 교표 및 생활지표 설치
- 2007-12-01 조례대 난간 제작 설치, 운동장 남쪽 안전펜스 설치
- 2008-10-24 컴퓨터 제3교실 준공
- 2009-02-12 교지 무학산 창간
- 2009-02-21 제17회 졸업식(졸업생 175명)
- 2009-03-02 28학급 편성, 입학식(신입생 102명)
- 2009-05-26 영어체험실 준공
- 2009-08-15 식당현대화 시설, 장애인 전용 승강기 공사
- 2009-08-31 제5대 최순호 교장선생님 퇴임
- 2009-09-01 제6대 김한욱 교장선생님 취임
- 2009-09-04 급식실 및 방송실 현대화 확장공사, 승강기 설치 완공
- 2009-10-31 교내외 환경정비 - 교실 및 복도환경 개선 및 미화(2009.09~2009.10)
- 2010-02-09 학급 우산 꽂이 설치
- 2010-02-11 제18회 졸업식(졸업생 198명)
- 2010-03-02 26학급 편성, 입학식(신입생 97명)
- 2010-09-15 대구광역시교육감배 학교스포츠클럽 (풋살) 동부교육지원청 예선대회 B조 1위
- 2010-12-09 2010 대구광역시교육감배 학교스포츠클럽(풋살) 대회 우승
- 2010-12-30 학교정보공시 최우수학교 선정 대구광역시교육감표창
- 2011-02-16 제19회 졸업식(졸업생 151명)
- 2011-03-02 28학급 편성 입학식(신입생 88명)
- 2012-02-16 제20회 졸업식(졸업생 170명)
- 2012-03-01 제7대 이규섭 교장선생님 취임
- 2012-03-02 24학급 편성 입학식(신입생 53명)
- 2013-02-15 제21회 졸업식(졸업생 154명)
- 2013-03-04 24학급 편성 입학식(신입생 77명)
- 2014-02-17 제22회 졸업식(졸업생 110명)
- 2014-03-03 22학급 편성 입학식(신입생 65명)
- 2014-09-01 제8대 허필현 교장선생님 취임
- 2015-02-13 제23회 졸업(졸업생 102명)
- 2015-03-02 20학급 편성 입학식(신입생 61명)